# Марин, Николай Викторович
Никола́й Ви́кторович Мари́н (1865—1960) — костромской земский деятель, член Государственного совета по выборам.

## Биография
Происходил из старинного дворянского рода Костромской губернии. Сын солигаличского уездного предводителя дворянства, действительного статского советника Виктора Никаноровича Марина (1828—1903) и жены его Варвары Ивановны Больсуновой. Землевладелец Солигаличского уезда (имение Погарь: более 1500 десятин в 1915 году), домовладелец города Солигалича.
Среднее образование получил в Нижегородской графа Аракчеева военной гимназии, а высшее — в Санкт-Петербургском лесном институте, который окончил в 1889 году со званием ученого лесовода 1-го разряда.
По окончании института поступил на службу по Министерству государственных имуществ в Царстве Польском. Состоял помощником лесничего Шидловского лесничества Келецкой губернии, затем был переведен в Костромско-Ярославское управление государственными имуществами. В журнале «Метеорологический вестник» поместил статьи «О влажности лесной почвы» и «О таянии снега в лесу». В 1893 году был назначен податным инспектором по Солигаличскому уезду, каковую должность занимал до 1917 года. С 1895 года принимал активное участие в деятельности земства Костромской губернии, приобрел известность раскрытием нескольких крупных растрат по Солигаличскому уезду. В разные годы состоял также почетным мировым судьей, директором Солигаличского тюремного отделения и смотрителем Григорьевцевской низшей ремесленной школы. В 1915—1916 годах был кандидатом солигаличского уездного предводителя дворянства. Дослужился до чина статского советника (1907). В 1905—1906 годах был членом партии кадетов, позднее примкнул к умеренным прогрессистам.
7 декабря 1906 года избран членом Государственного совета от Костромского губернского земства. Входил в левую группу. В 1908 году был привлечен к суду Московской судебной палатой по обвинению в антиправительственной агитации среди крестьян осенью 1905 года, вследствие чего был временно отстранен от участия в занятиях Госсовета. Судебная палата с участием сословных представителей оправдала Марина и общее собрание Государственного совета единогласно восстановило его во всех правах. В 1909 году выбыл из состава Госсовета за окончанием срока полномочий. 18 октября 1912 года вновь избран в Государственный совет от Костромского губернского земства на место выбывшего В. С. Дмитриева. Был членом нескольких особых комиссий по законопроектам. В 1915 году был переизбран. 28 февраля 1917 года подписал телеграмму к Николаю II, в которой члены Госсовета сообщали о критическом положении в Петрограде и просили об отставке правительства.
После Октябрьской революции работал лесником, затем преподавателем физики и математики в солигаличской школе. В 1930 году переехал в Березники Пермской области, где до 1952 года работал начальником городской метеостанции. Умер в 1960 году в Березниках. Похоронен там же.

### Семья
Отец — Виктор Никанорович Марин (1828—1903), лейтенант флота, предводитель солигаличского уездного дворянства 1873–1889, действительный статский советник 1899.
Мать — Варвара Ивановна Болсунова (1834—1877), её отец — Иван Иванович Болсунов (1795—1874), мичман.
Дед — Никанор Никитич Марин, поручик. 
Прапрапрапрадед — Дмитрий Тимофеевич Марин, участник русско-польской войны 1654—1667, ротмистр рейтарского полка, служил в Чигирине.